# テリー・ウィットフィールド
テリー・バートランド・ウィットフィールド（Terry Bertland Whitfield , 1953年1月12日 - ）は、アメリカ合衆国カリフォルニア州出身の元プロ野球選手（外野手）。右投左打。NPBでの登録名は「テリー」。

## 経歴
1971年のMLBドラフト1巡目（全体の19番目）でニューヨーク・ヤンキースに指名され契約。1974年9月29日にメジャーデビュー。1977年、サンフランシスコ・ジャイアンツに移籍。
1981年3月、テリーはジャイアンツを退団し、西武ライオンズへ入団する。西武は前年の1980年は前期こそ最下位であったが、スティーブ・オンティベロスが加入した後期は一転、終盤に失速するまで首位に立つなり、最終順位は4位だったが首位と2ゲーム差の僅差だった。これを見た堤義明オーナーは「スティーブ一人で優勝争いができたのなら、それ以上の大リーガーをもう一人加えたらもっとよくなるのではないか」と考え、フロントに対しスティーブ以上の大物のメジャー・リーガーを獲得するよう命じた。これを受け、中村芳夫球団渉外担当が2月中旬よりアメリカに渡り、ジャイアンツとの間でテリーの獲得に成功したのだった。
テリーは3月3日に来日し、翌4日に西武ライオンズとの間で3年契約、年俸5千万円でサインし、西武への入団が正式に発表された。西武はジャイアンツからテリーを獲得するにあたって、トレードマネーや本人へ支払う年俸、滞在費などの付帯条件を合わせると3億円近くを投じたとされる。テリーはジャイアンツで前年までの4年間レギュラー外野手であり、前年に入団したスティーブに続くメジャー・リーグの大物選手の西武への入団は、親会社の西武グループの資金力やチーム強化への強い姿勢を対外的に誇示するものとして、当時野球ファンやマスコミの話題を呼んだ。
初球に強い打者で、その積極性が好成績につながっていた。性格も明るく、優勝後のビールかけの際にはユニークな日本語でインタビュアーに応答していた。
また、幼い頃に貧しく野球観戦ができなかった体験を基に、西武ライオンズ球場の年間予約席の一区画をポケットマネーで買い取り、「テリーズ・ボックス」と名づけて恵まれない子供を招待する心遣いや、日本で覚えた「礼」を重んじる精神から、ホームランを打った際、ホームイン後にヘルメットを取って観客席に向かい一礼する、といった優しさや礼儀正しさも多くのファンから共感を得ていた。
1983年オフ、西武フロントは3年契約が切れるテリーとの契約延長を望み、保留名簿にもテリーを載せていた。ところが、テリーは西武の保有権の下にあるにもかかわらず、テリーの代理人はメジャーの数球団と入団交渉を行っていたという。西武は当初、これを年俸の交渉のつり上げのための駆け引きと見ていたが、テリーの代理人と改めて交渉したところ、テリーは残留の条件として「広岡達朗監督の選手管理から自由であること」を要求した。だが西武はチーム運営の観点からこれを一切認めず再契約しないことを決定し、テリーは西武を退団することになった。
1984年1月12日、ロサンゼルス・ドジャースはテリーと3年契約、年俸20万ドルでサインしたと発表し、テリーはメジャー復帰を果たした。テリーは記者会見にて、西武を退団したのは家庭の事情とメジャー復帰を希望していたことを挙げた。1986年に現役を引退した。
2013年現在は、サンフランシスコにて野球教室をしている。
2019年8月7日の東北楽天ゴールデンイーグルス戦で西武ライオンズOBとして『SAVE LIONS DAY』の始球式に登場。

## 詳細情報

### 年度別打撃成績
| 年 度     | 球 団     | 試 合 | 打 席 | 打 数 | 得 点 | 安 打 | 二 塁 打 | 三 塁 打 | 本 塁 打 | 塁 打 | 打 点 | 盗 塁 | 盗 塁 死 | 犠 打 | 犠 飛 | 四 球 | 敬 遠 | 死 球 | 三 振 | 併 殺 打 | 打 率 | 出 塁 率 | 長 打 率 | O P S |
| --------- | --------- | ----- | ----- | ----- | ----- | ----- | -------- | -------- | -------- | ----- | ----- | ----- | -------- | ----- | ----- | ----- | ----- | ----- | ----- | -------- | ----- | -------- | -------- | ----- |
| 1974      | NYY       | 2     | 5     | 5     | 0     | 1     | 0        | 0        | 0        | 1     | 0     | 0     | 0        | 0     | 0     | 0     | 0     | 0     | 1     | 0        | .200  | .200     | .200     | .400  |
| 1975      | NYY       | 28    | 84    | 81    | 9     | 22    | 1        | 1        | 0        | 25    | 7     | 1     | 0        | 0     | 2     | 1     | 0     | 0     | 17    | 2        | .272  | .274     | .309     | .582  |
| 1976      | NYY       | 1     | 0     | 0     | 0     | 0     | 0        | 0        | 0        | 0     | 0     | 0     | 0        | 0     | 0     | 0     | 0     | 0     | 0     | 0        | ----  | ----     | ----     | ----  |
| 1977      | SF        | 114   | 352   | 326   | 41    | 93    | 21       | 3        | 7        | 141   | 36    | 2     | 3        | 2     | 2     | 20    | 1     | 2     | 46    | 4        | .285  | .329     | .433     | .761  |
| 1978      | SF        | 149   | 543   | 488   | 70    | 141   | 20       | 2        | 10       | 195   | 32    | 5     | 11       | 17    | 3     | 33    | 5     | 2     | 69    | 9        | .289  | .335     | .400     | .734  |
| 1979      | SF        | 133   | 445   | 394   | 52    | 113   | 20       | 4        | 5        | 156   | 44    | 5     | 4        | 7     | 4     | 36    | 6     | 4     | 47    | 15       | .287  | .349     | .396     | .745  |
| 1980      | SF        | 118   | 348   | 321   | 38    | 95    | 16       | 2        | 4        | 127   | 26    | 4     | 2        | 4     | 2     | 20    | 3     | 1     | 44    | 6        | .296  | .337     | .396     | .733  |
| 1981      | 西武      | 123   | 512   | 469   | 69    | 148   | 23       | 3        | 22       | 243   | 100   | 5     | 6        | 0     | 5     | 38    | 6     | 0     | 40    | 12       | .316  | .363     | .518     | .881  |
| 1982      | 西武      | 122   | 484   | 453   | 53    | 123   | 15       | 4        | 25       | 221   | 71    | 6     | 9        | 2     | 6     | 20    | 0     | 3     | 44    | 16       | .272  | .303     | .488     | .791  |
| 1983      | 西武      | 129   | 531   | 485   | 76    | 135   | 22       | 3        | 38       | 277   | 109   | 2     | 2        | 0     | 5     | 38    | 2     | 3     | 59    | 19       | .278  | .331     | .571     | .903  |
| 1984      | LAD       | 87    | 200   | 180   | 15    | 44    | 8        | 0        | 4        | 64    | 18    | 1     | 4        | 2     | 0     | 17    | 2     | 1     | 35    | 5        | .244  | .313     | .356     | .669  |
| 1985      | LAD       | 79    | 110   | 104   | 8     | 27    | 7        | 0        | 3        | 43    | 16    | 0     | 0        | 0     | 0     | 6     | 1     | 0     | 27    | 2        | .260  | .300     | .413     | .713  |
| 1986      | LAD       | 19    | 19    | 14    | 0     | 1     | 0        | 0        | 0        | 1     | 0     | 0     | 0        | 0     | 0     | 5     | 2     | 0     | 2     | 1        | .071  | .316     | .071     | .387  |
| MLB：10年 | MLB：10年 | 730   | 2106  | 1913  | 233   | 537   | 93       | 12       | 33       | 753   | 179   | 18    | 24       | 32    | 13    | 138   | 20    | 10    | 288   | 44       | .281  | .330     | .394     | .724  |
| NPB：3年  | NPB：3年  | 374   | 1527  | 1407  | 198   | 406   | 60       | 10       | 85       | 741   | 280   | 13    | 17       | 2     | 16    | 96    | 8     | 6     | 143   | 47       | .289  | .333     | .527     | .860  |

- 各年度の太字はリーグ最高

### 表彰
NPB
- ベストナイン：2回 （外野手部門：1981年、1983年）
- パ・リーグプレーオフ優秀選手賞：1回 （1982年）
- 日本シリーズ優秀選手賞：1回 （1983年）

### 記録
NPB初記録
- 初出場・初先発出場：1981年4月4日、対ロッテオリオンズ前期1回戦（川崎球場）、5番・左翼手として先発出場
- 初打席・初安打：同上、2回表に村田兆治から
- 初打点：1981年4月5日、対ロッテオリオンズ前期2回戦（川崎球場）、8回表に水谷則博から適時打
- 初本塁打：1981年4月24日、対阪急ブレーブス前期4回戦（阪急西宮球場）、9回表に宮本四郎から3ラン

NPBその他の記録
- オールスターゲーム出場：1回 （1983年）

### 背番号
- 51 （1974年）
- 44 （1975年 - 1976年）
- 45 （1977年 - 1986年）

## 関連情報

### 野球以外での表彰
- ベスト・ファーザー イエローリボン賞特別賞：1回 （1982年）